# 슈체친 골레니우프 공항

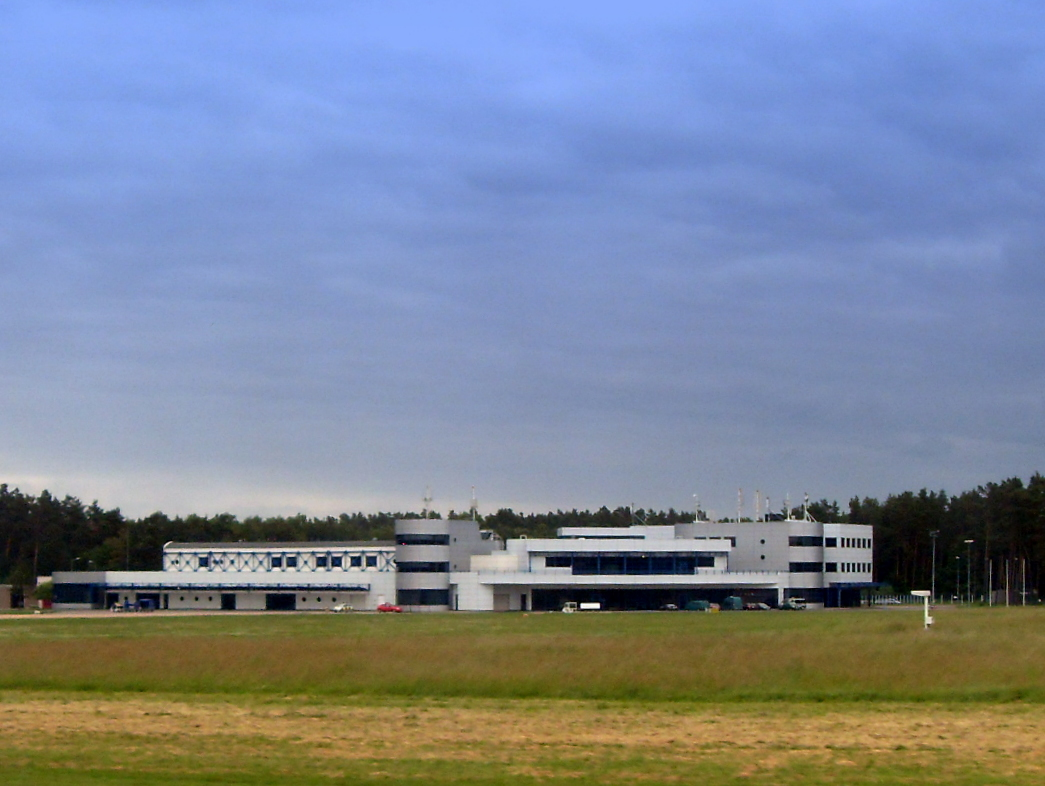
슈체친 골레니우프 공항 외관

슈체친 골레니우프 공항(폴란드어: Port Lotniczy Szczecin–Goleniów, IATA: SZZ, ICAO: EPSC)은 폴란드 서포모제주 골레니우프군 골레니우프에 있는 공항이다. 슈체친에서 북동쪽으로 약 45 km (28 mi) 떨어져 있다.